# Eupithecia discordans
Eupithecia discordans es una especie de polilla de la familia Geometridae. La especie fue descrita por primera vez por William Schaus habiendo sido descrita en 1913, con distribución en Costa Rica. El sintipo de la especie fue descrita en los alrededores de Guápiles, distrito de Juan Viñas.

## Descripción
Es una polilla pequeña, con una envergadura de unos 14 a 18 milímetros (0,6 a 0,7 plg). Las alas anteriores son de color marrón grisáceo pálido, muy anchas a nivel terminal con su margen costal ligeramente sinuoso con una coloración tipo vesícula entre las venas 2 y 3,: Notas 1  llena de vellos cortos. El ala es por lo demás marrón grisáceo con una raya color ceniza oblicua en la región discocelular, una línea vertical posmedial de color marrón oscuro y una línea subterminal similar pero más ancha y ligeramente curvada. Las alas traseras son de color gris oscuro, pequeñas, con su margen costal arqueado con una vesícula larga en la parte superior debajo de la costa que contiene un mechón de vellos largos blanquecinos. Por debajo, las alas son de color gris pardusco con débiles rastros de líneas en las alas anteriores.
Las antenas son simples. Sus palpos y la cabeza son de color marrón rojizo. El tórax es grisáceo y el abdomen es marrón amarillento y claro, irritados con color negruzco ceniza con líneas segmentarias más oscuras y algunas sombras de color marrón claro en la patagia.